# Цокур (лиман)
Цокур — лиман в центральній частині Таманського півострова Темрюцький район. Відноситься до Кизилтаської групи Таманської системи Кубанських лиманів.
Має форму неправильного прямокутника, витягнутого в широтному напрямку. Площа 34 км².
У недалекому минулому лиман Цокур був північно-західною затокою Кизилтаського лиману і був прісним водоймищем, проте з часом річкові відкладення Кубані відокремили його і перетворили на озеро, яке поступово обміліло і стало солоним.